# Unterseeboot 593
L’Unterseeboot 593 était un sous-marin allemand de type VII C utilisé par la Kriegsmarine pendant la Seconde Guerre mondiale.

## Historique

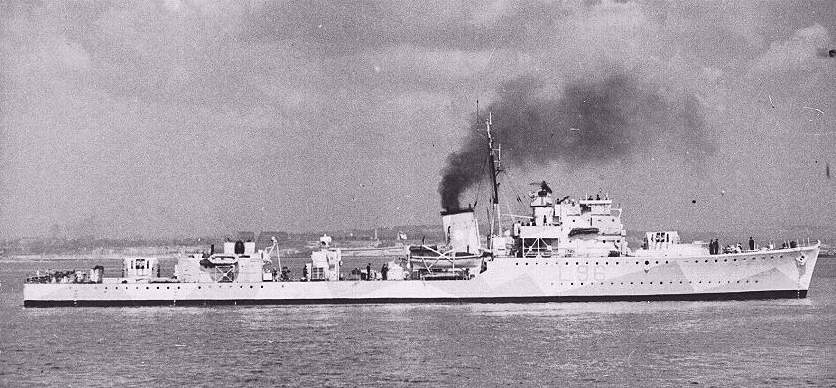
HMS Tynedale, coulé en 1943 par l'U-593.

Après sa période d'entraînement initial et de formation à Koenigsberg, dans la 8. Unterseebootsflottille jusqu'au 28 février 1942, l'U-593 est affecté à une unité de combat à la base sous-marine de Saint-Nazaire dans la 7. Unterseebootsflottille, puis à partir du 1er novembre 1942 à Toulon dans la 29. Unterseebootsflottille.
En mars 1942, il surprend le HMS Tynedale au cours de l'opération Chariot. Le Tynedale parvient à le toucher sans le couler.
Le 3 novembre 1943, il torpille, lors de sa quatorzième mission et coule de nuit, le vapeur Mont-Viso, au large du Cap Ténès (Algérie) ; il s'agissait d'un cargo de la Société générale des transports maritimes de Marseille, lancé le 6 juillet 1921 à Middlesbrough.
Le 12 décembre 1943, il coule le HMS Tynedale au large de Jijel en Algérie.
L'U-593 est coulé le 13 décembre 1943 en Méditerranée au large de Jijel en Algérie à la position géographique de 37° 38′ N, 5° 58′ E après une chasse de 32 heures par des charges de profondeur du destroyer américain USS Wainwright (qui a établi un contact à l'ASDIC et a alors largué cinq grenades anti-sous-marines à 14 h 12) et du destroyer d'escorte britannique HMS Calpe (qui a largué dix grenades à 14 h 30). Forcé de faire surface, le sous-marin est sabordé par son équipage et coule à 14 h 50. Les 51 membres de l'équipage survivent à cette attaque.
Au cours de sa carrière, l'U-593 a subi sept attaques confirmées (11 et 12 mars 1942, 12 novembre 1942, 19 avril 1943, 5 août 1943, 3 novembre 1943 et 13 décembre 1943).

## Affectations
- 8. Unterseebootsflottille du 23 octobre 1941 au 28 février 1942
- 7. Unterseebootsflottille du 1er mars 1942 au 31 octobre 1942
- 29. Unterseebootsflottille du 1er novembre 1942 au 13 décembre 1943

## Commandement
- Kapitänleutnant Gerd Kelbling du 23 octobre 1941 au 13 décembre 1943

## Navires coulés
L'U-593 a coulé neuf navires pour un total de 38 290 tonneaux, trois navires de guerre pour un total de 2 902 tonnes, endommagé un navire de 4 853 tonneaux, un navire de guerre de 1 625 tonnes, endommagé définitivement un navire de 8 426 tonneaux et un navire de guerre de 1 625 tonnes au cours des 16 patrouilles qu'il effectua.
| Date              | Nom                | Nationalité   | Tonnage | Destin       |
| ----------------- | ------------------ | ------------- | ------- | ------------ |
| 14 mai 1942       | Stavros            | Grèce         | 4 853   | Endommagé    |
| 25 mai 1942       | Persephone         | Panama        | 8 426   | Perte totale |
| 5 août 1942       | Spar               | Pays-Bas      | 3 616   | Coulé        |
| 12 novembre 1942  | Browning           | Royaume-Uni   | 5 332   | Coulé        |
| 18 mars 1943      | Dafila             | Royaume-Uni   | 1 940   | Coulé        |
| 18 mars 1943      | Kaying             | Royaume-Uni   | 2 626   | Coulé        |
| 27 mars 1943      | City of Guildford  | Royaume-Uni   | 5 157   | Coulé        |
| 11 avril 1943     | Runo               | Royaume-Uni   | 1 858   | Coulé        |
| 22 juin 1943      | USS LST-333        | US Navy       | 1 625   | Perte totale |
| 22 juin 1943      | USS LST-387        | US Navy       | 1 625   | Endommagé    |
| 5 juillet 1943    | Devis              | Royaume-Uni   | 6 054   | Coulé        |
| 21 septembre 1943 | William W. Gerhard | United States | 7 176   | Coulé        |
| 7 septembre 1943  | USS Skill          | US Navy       | 815     | Coulé        |
| 3 novembre 1943   | Mont Viso          | France libre  | 4 531   | Coulé        |
| 12 décembre 1943  | HMS Tynedale       | Royal Navy    | 1 000   | Coulé        |
| 12 décembre 1943  | HMS Holcombe       | Royal Navy    | 1 087   | Coulé        |